# Costanzo Gazzera
L’abbé Costanzo Gazzera, né le 19 mars 1778 à Bene Vagienna et mort le 5 mai 1859 à Turin, est un archéologue italien.

## Biographie
Il est membre de Académie royale des sciences de Turin à partir du 4 mai 1824. Il y mène une vie d’études et de recherches. Il est aussi correspondant étranger de l'Académie des Inscriptions et Belles-Lettres en France.
Ami de Jean-François Champollion, il présente le 6 mai 1824 à son Académie une application du déchiffrement des hiéroglyphes à des pièces du musée royal égyptien de Turin. Sollicité pour participer à l'expédition de Champollion en Egypte planifiée pour 1827, il doit renoncer.
Ses ouvrages sont en grande partie consacrés à l’archéologie et à la bibliographie. Chercheur patient de l’histoire du Piémont, il étudie l’origine des villages, des ruines et des châteaux, et est remarqué pour ses travaux sur la forteresse des comtes de Desana au Piémont.